# Voedingskleurstof
Voedingskleurstof is een type kleurstof die dient om kleur te geven aan voedselproducten. Zowel in commerciële voedselproductie als koken in huiselijke kring worden dergelijke kleurproducten gebruikt. Mede vanwege het feit dat bakkleurstof niet giftig is, wordt het ook vaak voor andere doeleinden gebruikt, waaronder cosmetica en geneesmiddelen. 

## E-nummers
In levensmiddelen is een beperkt aantal kleurstoffen toegestaan als additief, deze zijn herkenbaar aan het E-nummer in de reeks E100-199, dat meestal op de verpakking vermeld wordt. Niet al deze kleur- en smaakstoffen zijn synthetisch; E120 bijvoorbeeld is een stof die karmijnrood kleurt en gemaakt is van de cochenilleluis, een beestje dat op de opuntia leeft.
| Nummer | Naam                                      |
| ------ | ----------------------------------------- |
| E100   | Curcumine                                 |
| E101   | Riboflavine                               |
| E102   | Tartrazine                                |
| E104   | Chinolinegeel                             |
| E110   | Zonnegeel FCF/ Oranjegeel S               |
| E120   | Cochenille extract, karmijnzuur, karmijn  |
| E122   | Azorubine, karmozijn                      |
| E123   | Amarant                                   |
| E124   | Ponceau 4R, cochenillerood A              |
| E127   | Erytrosine                                |
| E129   | Allurarood AC                             |
| E131   | Patentblauw V                             |
| E132   | Indigotine, indigokarmijn                 |
| E133   | Briljantblauw FCF                         |
| E140   | Chlorofylen                               |
| E141   | Kopercomplexen van chlorofylen            |
| E142   | Groen S                                   |
| E150a  | Karamel                                   |
| E150b  | Alkali-sulfietkaramel                     |
| E150c  | Ammoniakkaramel                           |
| E150d  | Alkali-sulfietkaramel                     |
| E151   | Briljantzwart PN                          |
| E153   | Plantaardig koolstof                      |
| E160a  | Carotenen                                 |
| E160b  | Annatto, bixine, norbixine                |
| E160c  | Paprika-extract, capsamthine, capsorubine |
| E160d  | Lyopeen                                   |
| E160e  | Neta-apo-carotenal (C30)                  |
| E161b  | Luteine                                   |
| E161g  | Canthaxanthine                            |
| E162   | Bietenrood, betanine                      |
| E163   | Anthocyanen                               |
| E170   | Calciumcarbonaat                          |
| E171   | Titaandioxide                             |
| E172   | Ijzeroxiden                               |
| E173   | Aluminium                                 |
| E174   | Zilver                                    |
| E175   | Goud                                      |
| E180   | Litholrubine                              |